# Voila község
Voila község (ejtsd: Vojla románul: Comuna Voila) Románia 2854 alapfokú közigazgatási egységének, azaz községének egyike Erdélyben, Brassó megyében. Székhelye Voila falu. A község területe 86,42 km2, lakossága 2009-ben 3079 fő. Voila község Betlen, Nagysink, Alsóvist, Dragus, Felsőszombatfalva, Lisza és Vajdarécse községekkel határos.

## Fekvése
Voila község Brassó megye nyugat határához esik közel, a legközelebbi nagyobb településtől, Fogarastól mintegy 4,5 kilométerre húzódik a községhatár. Kelet–nyugati irányban a DN1-es főút, észak–déli irányban a DJ103F és annak folytatása, a DJ105-ös út szeli ketté. 
A község közepén kelet–nyugati irányban folyik az Olt folyó, és itt található a Voila duzzasztógát (Barajul Voila) is.
A községet Voila, Kissink, Dridif, Ludisor, Alsószombatfalva, és Nagyvajdafalva települések alkotják.

## Népessége
1850-től a népesség alábbiak szerint alakult:
| Lakosok száma | 4794 | 4618 | 3079 | 2660 | 2863 |
|               | 1992 | 2002 | 2009 | 2011 | 2021 |